# Kati Zambito

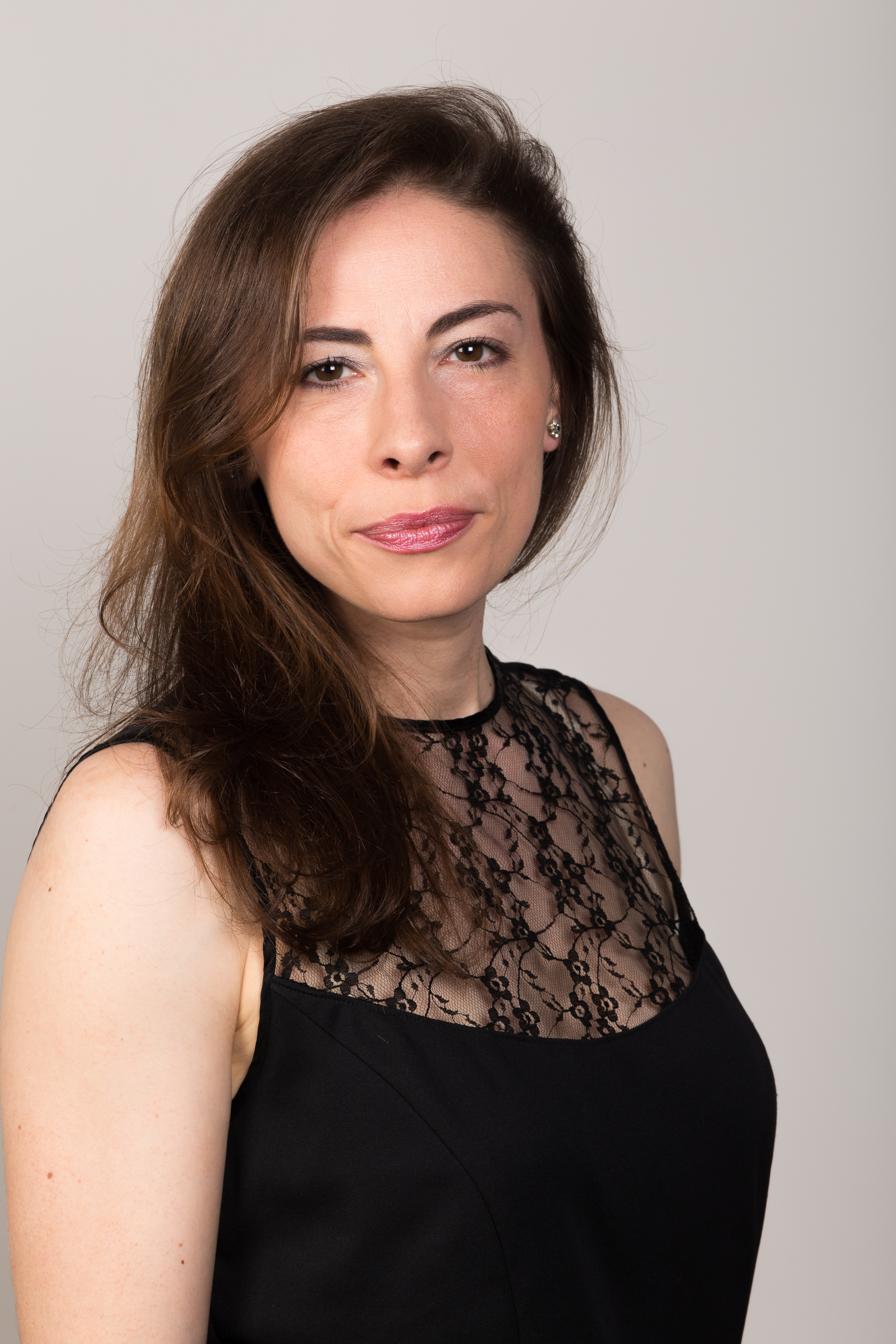
Kati Zambito 2016

Kati Zambito (* 14. Januar 1979 in Bad Cannstatt, Deutschland) ist eine italienisch-portugiesisch-deutsche Schauspielerin, Regisseurin und Drehbuchautorin. Bekannt wurde sie durch den Dokumentarfilm Punch Line – Eine Frau steigt in den Ring (2016).

## Leben
Zambito wuchs dreisprachig in Deutschland und Portugal auf (Deutsch, Italienisch, Portugiesisch). 
Ihre Schauspielausbildung begann 1995 mit der Theatergruppe „O recado“ in Montijo, Portugal, wo sie von Antonio Igrejas und Dário Valente unterrichtet wurde.
2000–2001 nahm sie Schauspielunterricht bei Katja Kandel in Stuttgart. Sie erwarb auch Schauspielpraxis beim Theater J.C. im Zentrum Stuttgart. Seit 2004 ist Kati Zambito anerkannte Schauspielerin beim Sindicato de Actores in Portugal.
2006 bis 2010 nahm sie ergänzenden Sprech- und Schauspielunterricht bei Marika Adam in Wien.
Zudem hat sie einen Titel als M.A. Fachübersetzer für Portugiesisch, Deutsch, Englisch an der Universität Wien erworben und ist Sprachlehrerin für Englisch. Zusätzlich dazu spricht sie auch Französisch und Spanisch.
Als Tribal Fusion-Tänzerin vertritt Kati Zambito seit 2009 eine jüngere und unkonventionelle Richtung des Bauchtanzes, in dem die Bewegungen, Kostüme und Musik verschiedenen Kulturen entlehnt sind. Ihr erstes Tanzvideo im Tribal Fusion-Style wurde von DREHSTROM Christian Hörlesberger Filmproduktion, produziert. Gedreht wurde im Juni 2013 im Wiener Weltmuseum. Das Video heißt Fátima Di Mehra – Music of the Mask (Remake) und handelt von der Geschichte der Statue Fátima, die jüngste Kriegerin und Tänzerin des Mehra-Stammes – ausgestellt in einem Museum, die jeden Abend zum Leben erwacht, um die Geschichte ihrer letzten Schlacht zu erzählen.
Neben dem Tanz ist Kati Zambito seit 2008 Boxerin. Aufgrund ihrer Schauspielkarriere trat sie erst im Mai 2015 der Kadergruppe des österreichischen Boxclubs Bounce bei, wo auch der Profiboxer Marcos Nader trainiert. In Punch Line – Eine Frau steigt in den Ring, einem von Daniela Praher und ORF produzierten Dokumentarfilm, verarbeitet Zambito ihre Erfahrungen als Sportlerin und führte zum ersten Mal selbst Regie. Gedreht wurde der Film im Jahr 2016 in Wien, Deutschland und Portugal. Der Film hatte seine Erstausstrahlung im Juli 2016 im ORF. Die Erstausstrahlung in Deutschland war am 6. März 2017 auf 3sat.
Kati Zambito spielte unter anderem in Karl Markovics’ zweitem Kinofilm Superwelt, der seine Premiere auf der Berlinale 2015 feierte, sowie im Kinofilm Blockbuster – Das Leben ist ein Film, dessen Deutschlandpremiere bei den 50. Internationalen Hofer Filmtagen stattfand.
Sie lebt in Wien und Stuttgart.

## Filmografie (Auswahl)
- 2003: Raus ins Leben
- 2003/2004: Fabrixx (TV-Serie)
- 2005: Zukunft der Vergangenheit
- 2010: 22:43 – Das Schicksal hat einen Plan (Kinofilm)
- 2011: Branch Lines (Kurzfilm)
- 2013: Sin in Emotions (Abschlussfilm)
- 2013: Shake Hands (Kurzfilm)
- 2013: Blonder Engel (Kurzfilm)
- 2014: Code Love für Omar Bowing (Musikvideo – USA)
- 2015: Blockbuster – Das Leben ist ein Film (Kinofilm)
- 2015: Superwelt (Kinofilm)
- 2016: Punch Line – Eine Frau steigt in den Ring (Dokumentarfilm)
- 2019: Walking on Sunshine (TV-Serie)
- 2024: SOKO Donau (Fernsehserie, Folge Nahaufnahme)

## Mitgliedschaften
Kati Zambito ist Mitglied des Verbands Österreichischer Filmschauspieler VÖFS, der Verwertungsgesellschaft der Filmschaffenden VDFS und außerordentliches Mitglied der Akademie des Österreichischen Films.